# Salvatore Lo Presti
Salvatore Lo Presti (Marsala, 16 febbraio 1940 – Torino, 21 settembre 2024) è stato un giornalista e saggista italiano.
È stato l'unico giornalista che lavorò per tutti e quattro i quotidiani sportivi italiani nonché il fondatore dell'Annuario del calcio mondiale, manuale dell'editoria sportiva italiana, affermato ed apprezzato strumento di lavoro per addetti ai lavori (dirigenti, tecnici, procuratori, giornalisti).

## Biografia
Nato a Marsala il 16 febbraio 1940, dopo le prime esperienze in alcuni fogli locali, e dopo aver frequentato per qualche anno l'Università di Roma (ingegneria, poi scienze politiche), iniziò a lavorare nella redazione province del Corriere dello Sport diretto da Antonio Ghirelli nell'autunno 1961.
Passato presto alla Redazione Calcio, è stato assunto da Antonio Ghirelli, dopo aver assolto il servizio di leva, il 1º febbraio 1970, dopo essere stato trasferito alla redazione di Bari.
Giornalista professionista dal 1971, è passato successivamente alla redazione di Torino nella primavera del 1972 vivendo tutta l'epopea della Juventus di Boniperti e Trapattoni e del Torino di Pianelli e Radice.
Nel 1978 è stato inviato al Mondiale in Argentina. Chiamato da Pier Cesare Baretti a guidare la redazione di Calcio di Tuttosport nel 1981, vi è rimasto fino al 1982, quando tornò al Corriere dello Sport per andare a guidare a Bologna la Redazione calcio dell'edizione verde e seguendo numerosi gran premi di Formula Uno per la doppia testata.
Il 1º gennaio 1986 tornò a Torino, alla redazione della Gazzetta dello Sport di cui è diventato responsabile nel 1989. Carica mantenuta fino a quando andò in pensione, nel 2002, dopo aver seguito, da inviato speciale, il mondiale del 1998.
Nel frattempo collaborò anche, come corrispondente da Torino, al Corriere della Sera (1973/1980) ed al Giornale Nuovo (1980/81).
Nel 1988, realizzando un progetto che coltivava da anni, fondò e pubblicò – con la SET di Torino – l'Annuario del calcio mondiale, e diretto per diciannove anni (fino al 2007). Fu il primo ad arricchire le telecronache calcistiche con dati statistici, e il primo che introdusse, negli anni '70, con la rubrica "Anticipando Barbè" (dal nome dell'allora Giudice Sportivo della Lega) le anticipazioni delle squalifiche del Giudice Sportivo, poi diventate una prassi. Collaborò – per il calcio internazionale – all'Enciclopedia dello Sport dell'Istituto dell'Enciclopedia Italiana, e fu coautore dell'enciclopedia Archivio Juventus (Edizioni Archivio, Bibbiena).
Consigliere nazionale dell'USSI (Unione stampa sportiva italiana) e delegato AIPS fino al 2013, fece parte della Commissione Calcio della stessa AIPS. Fu inoltre consigliere dell'USSI regionale Piemonte-Valle d'Aosta.
Morì a Torino il 21 settembre 2024 all'età di 84 anni.

## Pubblicazioni
- Azzurro come Marsala, Edigraphica Sud Europa 1981
- Profondo granata, Sargraf Torino 1976
- Eurojuve, 30 anni di Coppa dei Campioni, Conti Editore, 1985
- Lo stadio racconta (con Marco Ansaldo), Rizzoli, 1989,  * Dizionario del Calcio (a cura), Rizzoli, 1990
- Tutti i record del calcio, Cantelli Editore, 2005
- La Juve è tutta un quiz (2009) per Bradipolibri
- Azzurro come Marsala 100 (2015) per Libridine Editore
- Tango bianconero (2017) per Bradipolibri.[2]